# 生殖嵴
生殖嵴是胚胎上即將發育為性腺的區域，主要由間充質以及原中腎區的細胞構成。當卵原細胞進入此區後會與體細胞交互作用，在卵原細胞的周邊圍繞一層細胞(濾泡中顆粒層細胞的前身)。
生殖嵴約會在五週左右的胚胎上發現，並進而發育為性索。